# Campionato nordamericano maschile under 20 di calcio 2009
Il Campionato nordamericano di calcio Under-20 2009 (in inglese 2009 CONCACAF Under-20 Championship) ha determinato le quattro squadre che rappresenteranno la CONCACAF al Campionato mondiale di calcio Under-20 2009 in Egitto. Il torneo si è svolto in Trinidad e Tobago dal 6 al 15 marzo 2009 ed è stato vinto dalla Costa Rica, che ha conquistato il suo secondo titolo.

## Squadre qualificate
| Regione                | Qualificate                     |
| ---------------------- | ------------------------------- |
| Caraibi (CFU)          | Giamaica Trinidad e Tobago      |
| Centro America (UNCAF) | Costa Rica El Salvador Honduras |
| Nord America (NAFU)    | Canada Messico Stati Uniti      |

## Stadi
| Città   | Stadio               | Capienza |
| ------- | -------------------- | -------- |
| Bacolet | Dwight Yorke Stadium | 7.500    |
| Macoya  | Marvin Lee Stadium   | 6.000    |

## Fase a gironi
Le prime due squadre di ciascun girone accedono alle semifinali

### Girone A
| Squadra     | P.ti | G | V | N | P | GF | GS | DR |
| ----------- | ---- | - | - | - | - | -- | -- | -- |
| Stati Uniti | 7    | 3 | 2 | 1 | 0 | 5  | 0  | +5 |
| Honduras    | 5    | 3 | 1 | 2 | 0 | 6  | 2  | +4 |
| Giamaica    | 3    | 3 | 1 | 0 | 2 | 2  | 8  | -6 |
| El Salvador | 1    | 3 | 0 | 1 | 2 | 3  | 6  | -3 |

| Arbitro: | Roberto García |

|                          |           |                       |
| Rojas 65’ Valladares 82’ | Marcatori | 77’ Blanco 90’ Flores |

| Arbitro: | Ricardo Cerdas |

|  |           |                                   |
|  | Marcatori | 8’ Marošević 78’ Duka 83’ Schuler |

| Arbitro: | Paul Ward |

|          |           |                       |
| Sosa 11’ | Marcatori | 8’ Campbell 56’ Adlam |

| Bacolet 8 marzo 2009, ore 18:00 | Stati Uniti         | 0 – 0 | Honduras | Dwight Yorke Stadium\| Arbitro: \| Geoffrey Hospedales \| |
| Arbitro:                        | Geoffrey Hospedales |       |          |                                                           |

| Arbitro: | Geoffrey Hospedales |

|  |           |                                                   |
|  | Marcatori | 44’ Leverón 47’ Martínez 62’ Rojas 72’ Altimirano |

| Arbitro: | Rene Guerrero |

|                     |           |  |
| Shea 30’ Taylor 41’ | Marcatori |  |

### Girone B
| Squadra           | P.ti | G | V | N | P | GF | GS | DR |
| ----------------- | ---- | - | - | - | - | -- | -- | -- |
| Costa Rica        | 7    | 3 | 2 | 1 | 0 | 3  | 1  | +2 |
| Trinidad e Tobago | 5    | 3 | 1 | 2 | 0 | 3  | 2  | +1 |
| Canada            | 3    | 3 | 1 | 0 | 2 | 3  | 3  | 0  |
| Messico           | 1    | 3 | 0 | 1 | 2 | 2  | 5  | -3 |

| Arbitro: | Walter López |

|  |           |              |
|  | Marcatori | 39’ Martínez |

| Arbitro: | Óscar Moncada |

|              |           |  |
| de Silva 82’ | Marcatori |  |

| Arbitro: | Elmer Bonilla |

|                       |           |  |
| Edwini-Bonsu 75’, 82’ | Marcatori |  |

| Macoya 9 marzo 2009, ore 19:00 | Trinidad e Tobago | 0 – 0 | Costa Rica | Marvin Lee Stadium\| Arbitro: \| Ricardo Salazar \| |
| Arbitro:                       | Ricardo Salazar   |       |            |                                                     |

| Arbitro: | Kevin Thomas |

|                      |           |                  |
| Castro 25’ Ureña 72’ | Marcatori | 12’ Edwini-Bonsu |

| Arbitro: | Óscar Moncada |

|                          |           |                          |
| Clarence 52’ Bentick 60’ | Marcatori | 8’ Velasquez 45’ Salazar |

## Fase a eliminazione diretta
|  | Semifinali        | Semifinali        | Semifinali  |             |            | Finale            | Finale            | Finale          |  |
|  |                   |                   |             |             |            |                   |                   |                 |  |
|  | Costa Rica        | Costa Rica        | 0 (4)       |             |            |                   |                   |                 |  |
|  | Costa Rica        | Costa Rica        | 0 (4)       |             |            |                   |                   |                 |  |
|  | Honduras          | Honduras          | 0 (2)       |             |            |                   |                   |                 |  |
|  | Honduras          | Honduras          | 0 (2)       |             | Costa Rica | Costa Rica        | 3                 |                 |  |
|  |                   |                   |             |             | Costa Rica | Costa Rica        | 3                 |                 |  |
|  |                   |                   | Stati Uniti | Stati Uniti | 0          |                   |                   |                 |  |
|  | Stati Uniti       | Stati Uniti       | Stati Uniti | Stati Uniti | 0          | 0 (4)             |                   |                 |  |
|  | Stati Uniti       | Stati Uniti       |             |             |            | 0 (4)             |                   |                 |  |
|  | Trinidad e Tobago | Trinidad e Tobago | 0 (3)       |             |            | Finale 3º posto   | Finale 3º posto   | Finale 3º posto |  |
|  | Trinidad e Tobago | Trinidad e Tobago | 0 (3)       |             |            |                   |                   |                 |  |
|  |                   |                   |             |             |            |                   |                   |                 |  |
|  |                   |                   |             |             |            | Honduras          | Honduras          | 2               |  |
|  |                   |                   |             |             |            | Honduras          | Honduras          | 2               |  |
|  |                   |                   |             |             |            | Trinidad e Tobago | Trinidad e Tobago | 1               |  |

### Semifinali
| Arbitro: | Walter López |

|                              |                      |                                 |
| Estrada Guzmán Gamboa Castro | Tiri di rigore 4 – 2 | Leverón Mejía Mayorquín Fonseca |

| Arbitro: | Roberto García |

|                                       |                      |                                    |
| Jeffrey Duka Marošević Davies Wallace | Tiri di rigore 4 – 3 | Rochford Joseph Bentic Bateau Paul |

### Finale 3º- 4º posto
| Arbitro: | Elmer Bonilla |

|                         |           |               |
| Rojas 47’ Mayorquín 89’ | Marcatori | 58’ Grosvenor |

### Finale
| Arbitro: | Geoffrey Hospedales |

|                               |           |  |
| Estrada 40’ Martínez 68’, 80’ | Marcatori |  |

## Campione
COSTA RICA
(2º titolo)